# Berishë e Vogël
Berishë e Vogël – wieś położona w północnej części Albanii w gminie Iballë. Wieś znajduje się 94 kilometrów od stolicy państwa, Tirany.

## Demografia
Według spisu ludności z 1989 roku we wsi Berishë e Vogël mieszkało 516 mieszkańców.